# Korplje
Korplje so naselje v Občini Slovenska Bistrica.